# L'Est républicain
L'Est républicain è un quotidiano francese regionale fondato a Nancy nel 1889.
È diffuso principalmente nella Franca Contea e in Lorena.

## Storia
Fu fondato il 5 maggio 1889 il giorno dell'inaugurazione della Esposizione universale di Parigi del 1889, da Léon Goulette, un repubblicano francese. Nei primi decenni il giornale mantenne una linea editoriale spiccatamente repubblicana e anti-boulangismo. 
Nel 1933 L'Est républicain aveva uffici a Bar-le-Duc, Verdun, Metz, Thionville, Épinal, Saint-Dié e Belfort.
Prima dello scoppio della seconda guerra mondiale L'Est républicain si schierò contro il nazismo. Una volta scoppiato il conflitto, le restrizioni sulla carta e le interruzioni di corrente resero difficile la pubblicazione del giornale. Il 13 giugno 1940 il giornale uscì in edicola per l'ultima volta. Il 14 giugno, quando i tedeschi entrarono a Parigi, il giornale si autodenunciò, come fece il giorno successivo il suo principale concorrente, L'Eclair de l'Est, schierato su posizioni di destra. Il 18 giugno i tedeschi entrarono a Nancy e l'8 luglio le autorità requisirono i locali del giornale.
Con la regione ormai priva di notizie scritte, i redattori de L'Est républicain e de L'Éclair de l'Est creano il bollettino Nancy Presse, che viene pubblicato fino al 3 agosto 1940. Il 2 agosto 1940, il giornale collaborazionista L'Écho de Nancy pubblicò il suo primo numero. Totalmente controllato dai tedeschi, sosteneva il nazismo e l'antisemitismo. L'ultimo numero di questa testata uscì il 1º settembre 1944, ma continuò a essere stampato in Germania fino al febbraio 1945.
Le pubblicazioni de L'Est républicain ripresero nel 1946.
L'Est républicain ha una posizione conservatrice. Il giornale appartiene alla Societe du Journal l'Est républicain SA, proprietaria, tra gli altri, anche dei giornali La Liberté de l'Est e Les Dernières Nouvelles d'Alsace. Il proprietario de L'Est républicain è l'Est Bourgogne Rhône Alpes (EBRA group).
Il 23 settembre 2006 L'Est républicain pubblicò un articolo sulla possibile morte di Osama bin Laden.
La tiratura del quotidiano è stata di 180 000 copie nel 2009.